# Heineken Open 2014
L'Heineken Open 2014 è stato un torneo di tennis giocato sul cemento, facente parte della categoria ATP World Tour 250 series nell'ambito dell'ATP World Tour 2014. È stata la 58ª edizione dell'Heineken Open. Si è giocato nell'ASB Tennis Centre di Auckland in Nuova Zelanda, dal 6 all'11 gennaio 2014.

## Partecipanti

### Teste di serie
| Nazionalità | Giocatore             | Ranking* | Testa di serie |
| ----------- | --------------------- | -------- | -------------- |
| Spagna      | David Ferrer          | 3        | 1              |
| Germania    | Tommy Haas            | 12       | 2              |
| Stati Uniti | John Isner            | 14       | 3              |
| Sudafrica   | Kevin Anderson        | 20       | 4              |
| Germania    | Philipp Kohlschreiber | 22       | 5              |
| Francia     | Benoît Paire          | 26       | 6              |
| Francia     | Gaël Monfils          | 31       | 7              |
| Paesi Bassi | Robin Haase           | 43       | 8              |

* Ranking al 30 dicembre 2013.

### Altri partecipanti
I seguenti giocatori hanno ricevuto una wildcard per il tabellone principale:
- Marcos Baghdatis
- Jack Sock
- Rubin Statham

I seguenti giocatori sono passati dalle qualificazioni: 

- Daniel Gimeno Traver
- Lukáš Lacko
- Donald Young
- Bradley Klahn

## Punti e montepremi
Il montepremi complessivo è di 455.190 $.
| Torneo    | Torneo              | V      | F      | SF     | QF     | 2T    | 1T    | Q  | Q3  | Q2  | Q1 |
| Singolare | Punti               | 250    | 150    | 90     | 45     | 20    | 0     | 12 | 6   | 0   | 0  |
| Singolare | Premi in denaro ($) | 82.500 | 43.450 | 23.535 | 13.410 | 7.900 | 4.680 | –  | 755 | 360 | 0  |
| Doppio    | Punti               | 250    | 150    | 90     | 45     | 0     | –     | –  | –   | –   | –  |
| Doppio    | Premi in denaro ($) | 25.060 | 13.200 | 7.140  | 4.090  | 2.390 | –     | –  | –   | –   | –  |

## Campioni

### Singolare
John Isner ha sconfitto in finale  Lu Yen-hsun per 7–6(4), 7–6(7).
- È l'ottavo titolo in carriera per Isner, il primo del 2014.

### Doppio
Julian Knowle /  Marcelo Melo hanno sconfitto in finale  Alexander Peya /  Bruno Soares per 4–6, 6–3, [10–5].